# 80-пушечный линейный корабль (трёхпалубный)
80-пушечный трёхпалубный корабль (фр. Vaisseau de ligne à trois ponts de 80 canons, англ. 80-gun ship of three-decker type) — тип трёхдечного парусного линейного корабля; появился во Франции во второй половине 1660-х годов и на протяжении следующей четверти века строился преимущественно для французского флота. До середины 1700-х годов именно французский флот был крупнейшим эксплуатантом кораблей данного типа, позднее за счёт прекращения строительства их французами и ввода собственных дополнительных кораблей его опередил британский флот. Корабли типа строились также в незначительных количествах крупнейшими мировыми военными флотами конца XVII — первой половины XVIII веков: Дании, Испании, Нидерландов, Российской империи и Швеции. За 80-пушечными кораблями в Великобритании установилась роль наименьших трёхдечных кораблей. 
Во Франции после 1689 года у 80-пушечников была роль кораблей, способных действовать как флагманы небольших эскадр.

## Общие особенности конструкции
Отличительной особенностью типа были три непрерывные (в отличие от трёхпалубных кораблей в 76-78 или менее пушек), полностью вооружённые (в отличие от типа французского трёхдечного 76/78-пушечного корабля) артиллерийские палубы (гондек, мидельдек и опердек), а также наличие 14 пушечных портов на гондеке (в отличие от 15 у 90- и 100-пушечных и 13 у двухпалубных 68-пушечных) и около 40 (до 42) пушечных портов с борта в совокупности. Несмотря на равное с трёхпалубными 76-пушечниками число портов, от последнего типа кораблей 80-пушечники отличались большей (примерно на 10-14 футов) длиной, достигая в 1680-х-1690-х годах длины между штевнями в 155—157 французских футов против 143—145 футов у 76-пушечников 1680-х/1690-х, и большей осадкой.

## Франция
По французскому регламенту 1674 года являлись кораблями 1 ранга, сильнейшими во французском королевском флоте (не учитывая нескольких экстраординарных или внеранговых 100-пушечных кораблей). В первом флоте Людовика XIV (1660—1689) их максимальное количество было ограничено 5 единицами.
Королевский ордонанс в 1689 году повысил для кораблей 1 ранга требование тоннажа до 1600 тонн, поэтому к 1691 году 80-пушечные корабли были отнесены к первому ордеру (сильнейшим кораблям) 2 ранга, их прежнее место в структуре флота заняли новые, более крупные и тяжело вооружённые 90-98-пушечные корабли. Общее их количество за счёт активного строительства начала 1690-х годов выросло на 7 новых единиц, тем не менее к 1693 году их количественно обогнал тип кораблей от 90 до 98 пушек (в 1689—1693 годах построено 14 кораблей, к 1693 году после ряда сражений сохранилось 11 единиц).

## Великобритания
С 1694—1695 годов тип 80-пушечного трёхпалубника был освоен и британской судостроительной промышленностью (заказаны первые 4 корабля). Массовое строительство трёхпалубных 80-пушечников (и переоборудование в них недавно построенных двухпалубных 80-пушечников) в 1690-е-1700-е годы привело к тому, что к завершению войны за Испанское наследство и к началу правления Георга I 80-пушечные корабли стали самым массовым типом трёхпалубного корабля британского флота: на август 1714 года на 7 100-пушечных и 13 90-пушечных кораблей в списочном составе флота имелось 16 80-пушечных. В то же самое время британский 80-пушечник количественно уступал 70-пушечному типу кораблей британского 3 ранга (21 корабль).
К середине 1740-х недостатки 80-пушечного корабля — слишком короткие корпуса для трехпалубных и низкая остойчивость — стали очевидны, и Британское адмиралтейство решило больше их не строить, а последние заказанные до этого времени были достроены как двухпалубные. В 1755 и 1757 годах были спущены на воду два последних британских 80-пушечных трёхпалубных корабля (HMS Cambridge и HMS Princess Amelia) и больше их не заказывали, хотя в середине 1750-х годов их ряды пополнились тремя бывшими 90-пушечными кораблями 2 ранга, которые были урезаны до 80 орудий.
У ряда существующих 80-пушечных кораблей срезалась палуба, чтобы продлить срок их службы в качестве 74-х или 66-пушечных двухпалубных кораблей. Доля 80-пушечных кораблей в структуре британского флота с середины 1740-х годов резко сокращается за счёт увеличения доли новых 60-70-пушечных кораблей, построенных по уложению 1745 года, но стабильно поддерживается до 1770-х годов за счёт трофейных двухпалубных 80-пушечных кораблей.

## Характеристики 80-пушечных кораблей периода стандартизации (1677—1719)
| Сравнение основных конструктивных характеристик кораблей | Сравнение основных конструктивных характеристик кораблей | Сравнение основных конструктивных характеристик кораблей | Сравнение основных конструктивных характеристик кораблей | Сравнение основных конструктивных характеристик кораблей |                    |                    |                    |                    |                    |
| Страна и регламент                                       | Страна и регламент                                       | Страна и регламент                                       | Страна и регламент                                       | Страна и регламент                                       | Страна и регламент | Страна и регламент | Страна и регламент | Страна и регламент | Страна и регламент |
|                                                          | Великобритания (1706)                                    | Великобритания (1719)                                    | Франция (1689)                                           | Нидерланды (1680)                                        |                    |                    |                    |                    |                    |
| Длина по килю для расчёта дедвейт-тоннажа                | 127 ф. 6 д. (38,9 м)                                     | 128 ф. 2 д. (39,1 м)                                     | 125’0' и 130’0'-130’6'                                   | н/д                                                      |                    |                    |                    |                    |                    |
| Длина по палубе гондека от шпунта до шпунта              | 156 футов (47,5 м)                                       | 158 футов (48,2 м)                                       | 150’0'                                                   | 170’7'                                                   |                    |                    |                    |                    |                    |
| Ширина корабля с наружн. досками обшивки                 | 43 ф. 6 д. (13,3 м)                                      | 44 ф. 6 д. (13,6 м)                                      | 41’6'                                                    | 47’0'                                                    |                    |                    |                    |                    |                    |
| Осадка корабля под ахтерштевнем (наибольшая)             | н/д                                                      | н/д                                                      | 23’0-23’6'                                               | н/д                                                      |                    |                    |                    |                    |                    |
| Глубина интрюма                                          | 17 ф. 8 д. (5,4 м)                                       | 18 ф. 2 д. (5,5 м)                                       | 19’0'                                                    | 21’2'                                                    |                    |                    |                    |                    |                    |
| Дедвейт-тоннаж                                           | 1283 длинных тонны (1303,5882 тонны)                     | 1350 длинных тонн (1371,663 тонны)                       | 1500.                                                    | н/д                                                      |                    |                    |                    |                    |                    |
| Количество и калибр вооружённых портов гондека           | 13x24-фунт.                                              | 13x32-фунт.                                              | 13-14x 36-фунт.                                          | н/д                                                      |                    |                    |                    |                    |                    |
| Количество и калибр вооружённых портов мидельдека        | 13x12-фунт. (9 фут.)                                     | 13x18-фунт.                                              | 13-14x18-фунт.                                           | н/д                                                      |                    |                    |                    |                    |                    |
| Экипаж                                                   | 520 (360 в мирное время)                                 | 520 (360 в мирное время)                                 | 650 (500 в мирное время)                                 | 650                                                      |                    |                    |                    |                    |                    |
| -------------------------------------------------------- | -------------------------------------------------------- | -------------------------------------------------------- | -------------------------------------------------------- | -------------------------------------------------------- | ------------------ | ------------------ | ------------------ | ------------------ | ------------------ |

### Комментарии
1. ↑  Единственным примером трёхпалубного 80-пушечного голландского корабля стал Middelburg 1699 года. Так как трёхпалубные корабли относились у голландцев к 1 рангу, то они в основном строили в качестве его представителей более крупные 90-100-пушечные корабли, а 80-пушечники заменяли более манёвренными 72-74-пушечными двупалубными кораблями[8].
2. ↑  Здесь и ниже указаны размеры в английских футах (0,3048 м) и дюймах (2,54 см), кроме Франции и Нидерландов, для которых размеры элементов даны в футах, равных 0,3248 м и 0,2831 м соответственно.
3. ↑  Для Нидерландов указана длина по верхней непрерывной палубе, для Франции между штевнями.
4. ↑  Тоннаж указан в английских тоннах (1016,064 кг) для Великобритании и французских (979 кг) для Франции. Для обеих стран рассчитывался по традиционной системе обмера.
5. ↑  На практике 80-86-пушечный Magnifique 1692 года постройки имел 1560 т, а 84-пушечный Vainqueur 1600 т тоннажа[11].
6. ↑  Без учёта морских пехотинцев.